# Schloss Zörbig

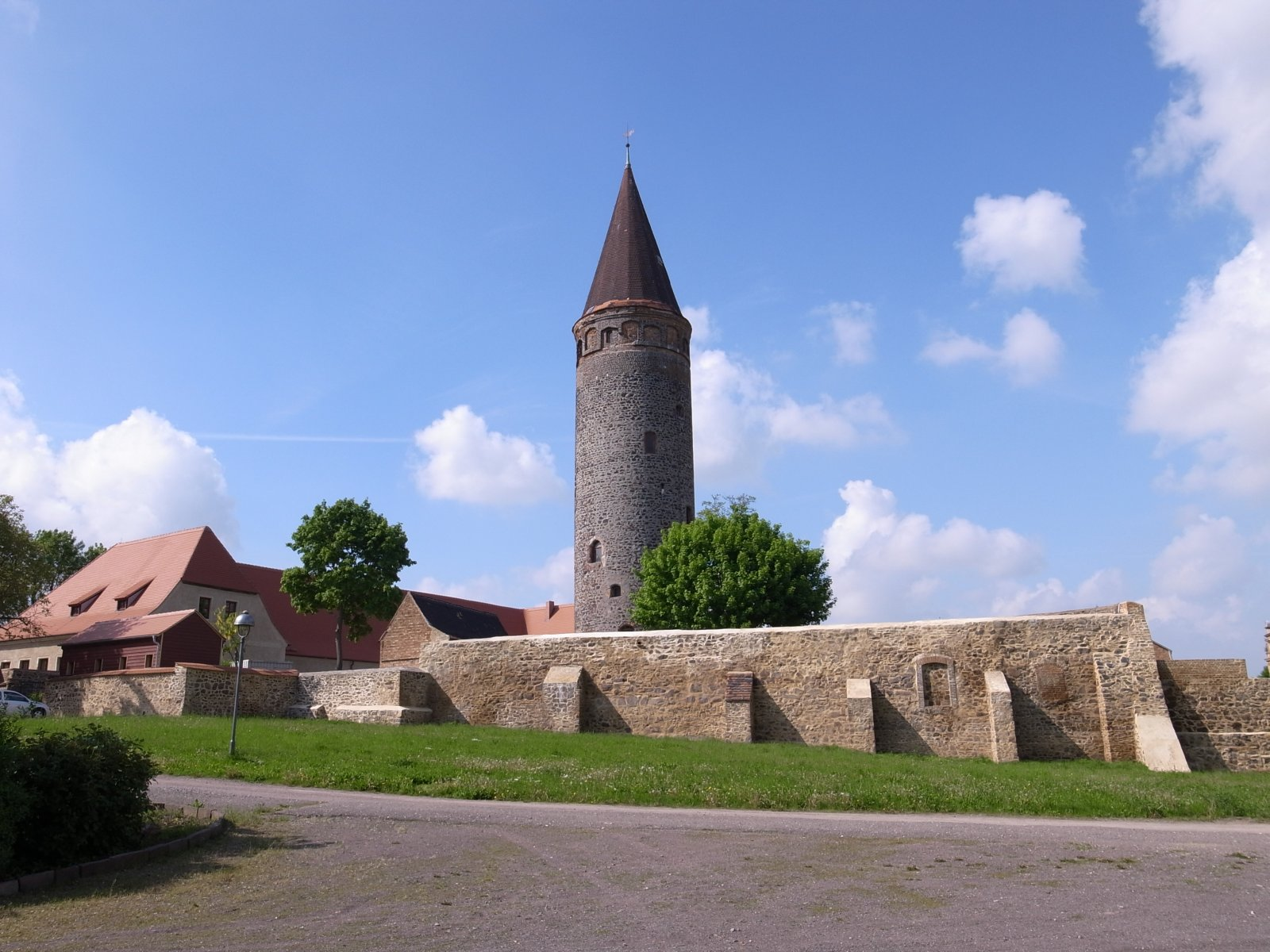
Bergfried und Mauern Schloss Zörbig

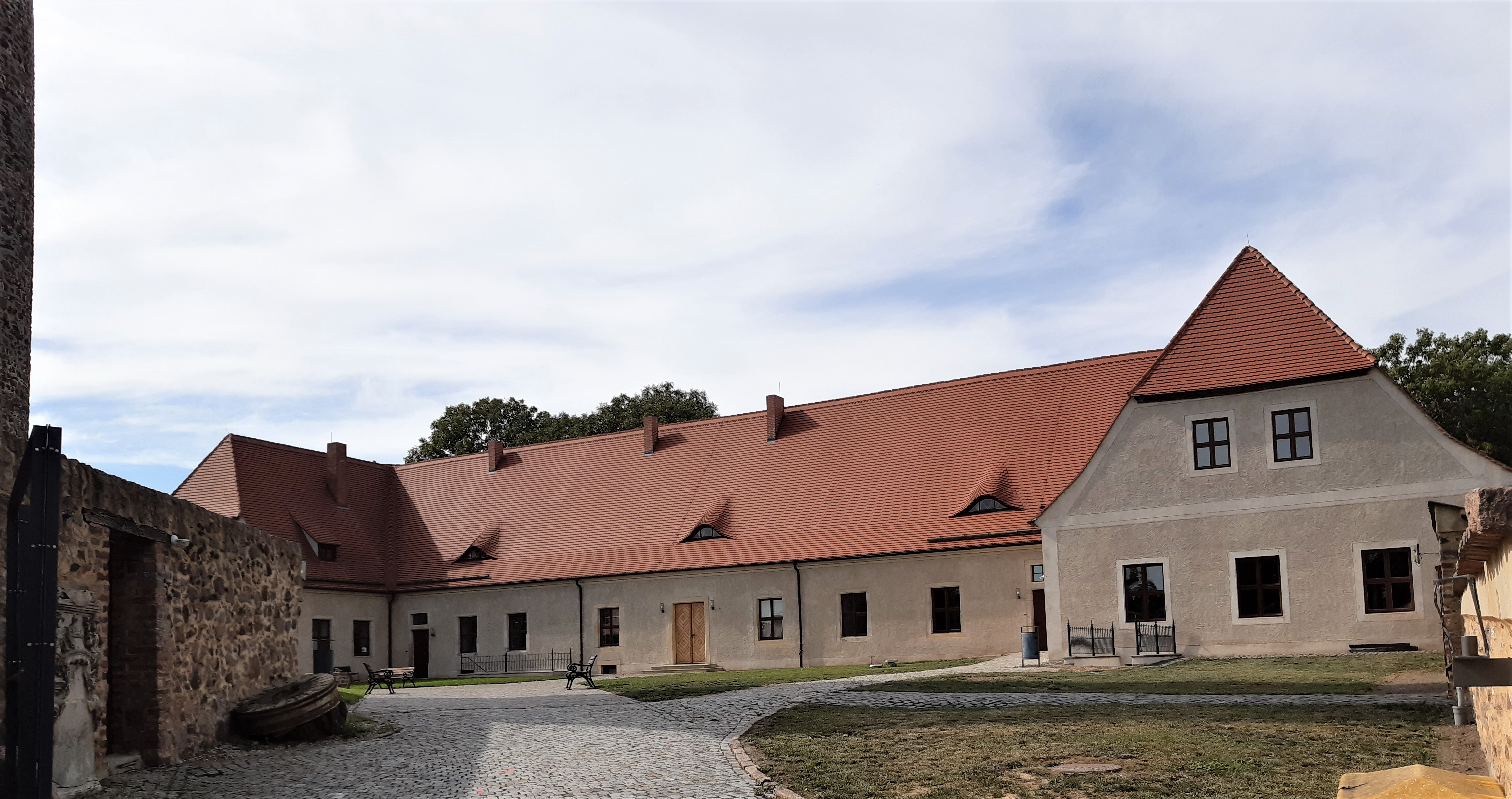
Hauptgebäude Schloss Zörbig

Schloss Zörbig (A) auf einer Karte von Zörbig (um 1750)

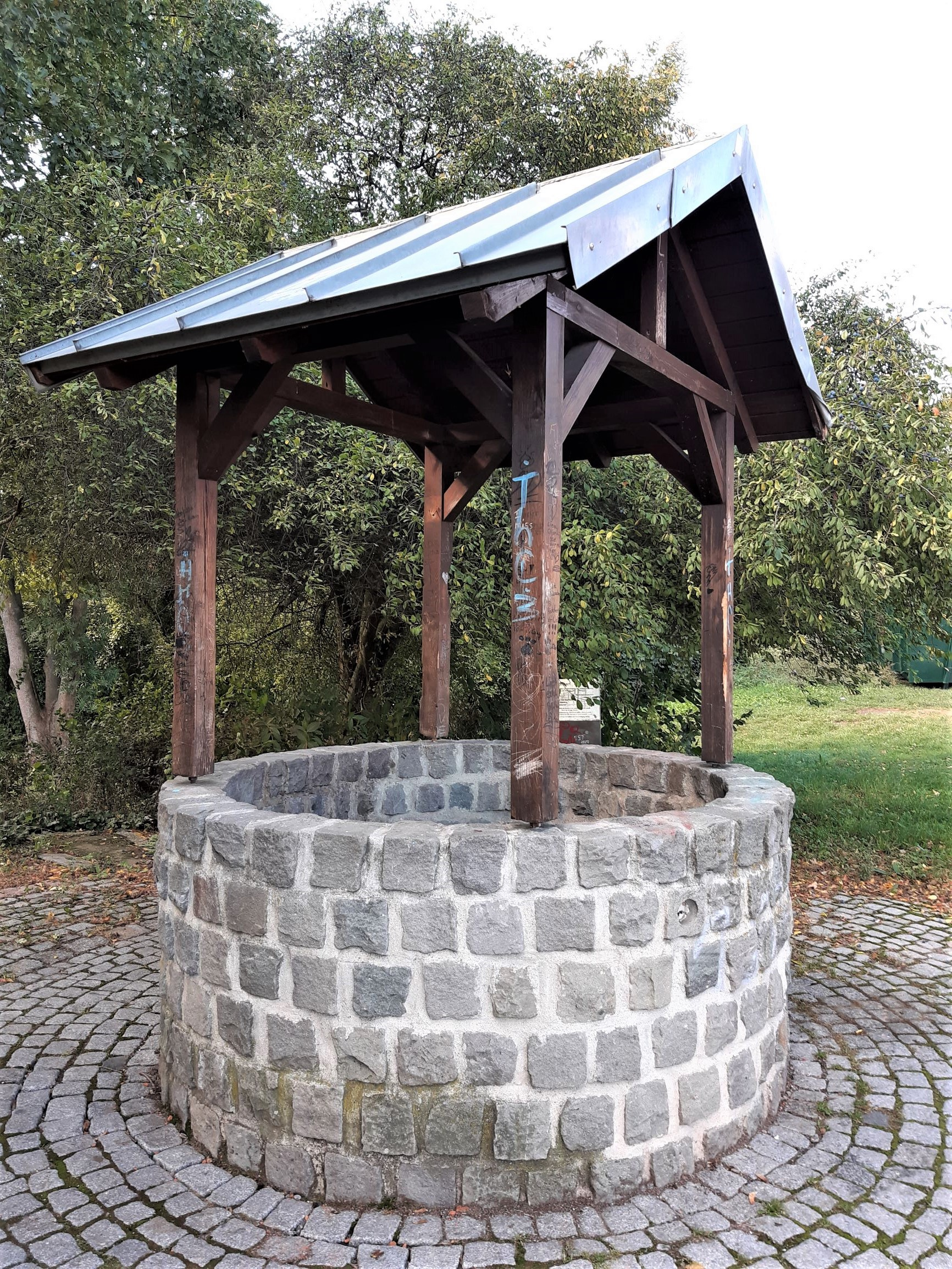
Burgbrunnen

Das Schloss Zörbig ist eine Burganlage in der Stadt Zörbig im Landkreis Anhalt-Bitterfeld in Sachsen-Anhalt.

## Lage
Die Burg befindet sich südlich der Altstadt auf einem Burghügel an der Straße Am Schloß. Zur Burg führen u. a. die Burgstraße von Osten und die Schloßstraße von Norden, die jeweils nach der Anlage benannt sind. Zwischen zwei Niederungen des Strengbaches auf einem 3,4 Hektar großen Sporn mit Graben in der Mitte. Das heutige Rote Meer könnte als Vorburg zur Anlage gehört haben.

## Geschichte
Die Ursprünge der Burg werden in einer slawischen Wallanlage vermutet, wofür es auch archäologische Hinweise gibt. Diese wurde spätestens im 10. Jahrhundert zur deutschen Festung und im Jahr 961 erstmals als civitas Zurbici erwähnt. Da in der Urkunde der Zehnt dieses Burgwardes durch Otto I. an das Mauritiuskloster (Magdeburg) übergeht, muss er zum einen zuvor schon bestanden haben und zum anderen war es somit entweder eine Reichsburg, oder aber sie gehörte zum königlichen Eigenbesitz. Die Burg selbst gelangte kurz darauf an die Wettiner, die diese als Lehen von den deutschen Kaisern auch im 11. Jh. besaßen (Bestätigung z. B. im Jahr 1007) und als Burggrafen agierten. Sie entstand vermutlich auch zur Absicherung der alten Handelsstraßen von Magdeburg nach Leipzig sowie von Halle (Saale) nach Nordosten, die hier am Südrand der Fuhne-Aue kreuzten. Somit wurde die Burg maßgeblich förderlich für die Entwicklung eines Ortes als suburbium, in dem sich Händler ansiedelten, woraus später eine Stadt mit Stadtmauer und Stadttoren (erhalten blieb der Hallesche Turm) entstand, zu deren Befestigung die Burg mitzählte. Auch im Jahr 1156 war Zörbig noch wettinisch, denn es kam bei der Erbteilung unter den Söhnen von Konrad I. an Friedrich I. von Brehna. Die Grafen von Brehna waren es wohl auch, die die Burg ausbauten. Im Jahr 1201 gehörten zum Burgward Orte zwischen Plößnitz und Niemberg.
Im 13. Jahrhundert gelangte die Burg auch als Besitz an das Erzbistum Magdeburg (Nachfolger des Moritzklosters) als Zörbig im Jahr 1242 vom Magdeburger Burggraf Burchard von Querfurt an dieses abgetreten wurde. Wann er in den Besitz gelangt war, ist nicht bekannt. Mitte des 14. Jahrhunderts erwarben die Wettiner Zörbig zurück, diesmal kam es zur Markgrafschaft Meißen. Mit der Leipziger Teilung im Jahr 1485 kam Zörbig an die albertinische Linie. Ab dem Jahr 1657 gehörte es zur Seitenlinie Sachsen-Merseburg, in der es das Amt Zörbig bildete. Zeitweise bildete sich aus dieser Sekundogenitur eine weitere namens Sachsen-Merseburg-Zörbig, denn August von Sachsen-Merseburg-Zörbig wählte die Burg als seine Residenz aus, die er bei der Erbteilung seines Vaters Christian erhielt. Er hatte bis dahin in Mecklenburg gelebt, zog 1692 nach Zörbig um und ließ die Burg ab 1694 zum Schloss ausbauen. August starb aber vor der Fertigstellung, so dass das Schloss im Jahr 1715 durch Moritz Wilhelm von Sachsen-Merseburg zum Witwensitz für Augusts Frau Hedwig Eleonore von Mecklenburg-Güstrow sowie ihre einzige noch lebende Tochter Caroline Auguste wurde, da Augusts Söhne bereits 20 Jahre vor ihm starben. Die langjährige Bauaktivität lässt vermuten, dass die Burg im Dreißigjährigen Krieg schwer beschädigt wurde und nur noch als Ruine bestand, denn der eigentliche Ausbau der Burg begann bereits im Jahr 1656 mit Modernisierungen und resultierte in der Anlage eines Schlossgartens im Jahr 1662 südöstlich der Anlage.

## Gestalt
Heute besteht die Anlage aus einer Umfassungsmauer mit Graben (früher Wassergraben) und Zugangsbrücke aus Bruchstein, sowie aus einem Bergfried und der dreiflügeligen Schlossanlage. Daneben gibt es nur noch vereinzelte Wirtschaftsgebäude. Der Bergfried wurde im 12. Jahrhundert aus Bruchstein errichtet, erhielt aber im 16. Jahrhundert ein Backstein-Oberteil mit spitzem Kegeldach. Reparaturen sind für die Jahre 1655 und 1792 nachgewiesen. Das 45 Meter hohe Bauwerk ist eine weit sichtbare Landmarke. Das Schloss selbst wurde in den Jahren 1694 bis 1703 erbaut. Es ist stark vereinfacht erhalten und wird heute von seinem Dach dominiert, auf dem sich Schlepp- und Fledermausgauben sowie Schornsteine befinden. Alle anderen Schlossbauten, darunter auch die Schlosskapelle, erbaut 1707 bis 1710, wurden bereits im späten 18. Jahrhundert wieder abgerissen. Auch ältere Bauten wurden dabei entfernt. Das Schloss steht als Baudenkmal unter Denkmalschutz und ist im Denkmalverzeichnis mit der Nummer 094 90012 erfasst. Der Brunnen-Überbau im Hof ist ein Nachbau am originalen Standort aus dem Jahr 2001. Der Brunnen ist 9,5 Meter tief.

## Nutzung
Der mittelalterlichen Nutzung als Burganlage folgte die Funktion als Amtssitz, die spätestens im Jahr 1501 nachweisbar ist. Von 1789/1790 bis 1943 war hier das Kreis- und Amtsgericht untergebracht, auch das Verlies befand sich im Bergfried. Nach dem Zweiten Weltkrieg waren von 1945 bis 1951 im Schlossgebäude Wohnungen untergebracht, zudem wurde eine Sonderschule eingerichtet. Seit dem Jahr 1951 ist hier das Heimatmuseum untergebracht, heute auch das Stadtarchiv und die Stadtbibliothek (seit 2019 Kulturquadrat Schloss Zörbig). Im Turm findet sich die Turmschänke sowie Ausstellungsstücke im Treppenhaus. Zudem werden hier regelmäßig Open-Air-Veranstaltungen wie das Burgfest oder die Schlossweihnacht durchgeführt. Unter der Anlage befinden sich Kasematten.
Im Heimatmuseum wird die gesamte geschichtliche Entwicklung von Burg und Stadt in 12 verschiedenen Räumen dargestellt. Eine Sonderausstellung widmet sich dem Schriftsteller Victor Blüthgen, Sohn der Stadt, dessen literarisches Erbe hier z. B. mit Lesungen und Kunststipendien gepflegt wird. Auch ein Schlossmodell findet sich in der Ausstellung. Die Sammlung umfasst zirka 15.000 Einzelstücke. Von 2020 bis 2023 soll das Museum umgebaut und zu einem „integrierten soziokulturellen Bildungs- und Veranstaltungszentrum“ werden. Daneben gibt es Bürger- und Vereinsräume.
Zudem wurde in den Jahren 1971 und 1972 ein Bunker mit 30 Räumen für den Stab der Zivilverteidigung des damaligen Kreises Bitterfeld unter der Burg eingerichtet. Dafür wurden Teile des Burghügels weggebaggert.